# Hofje

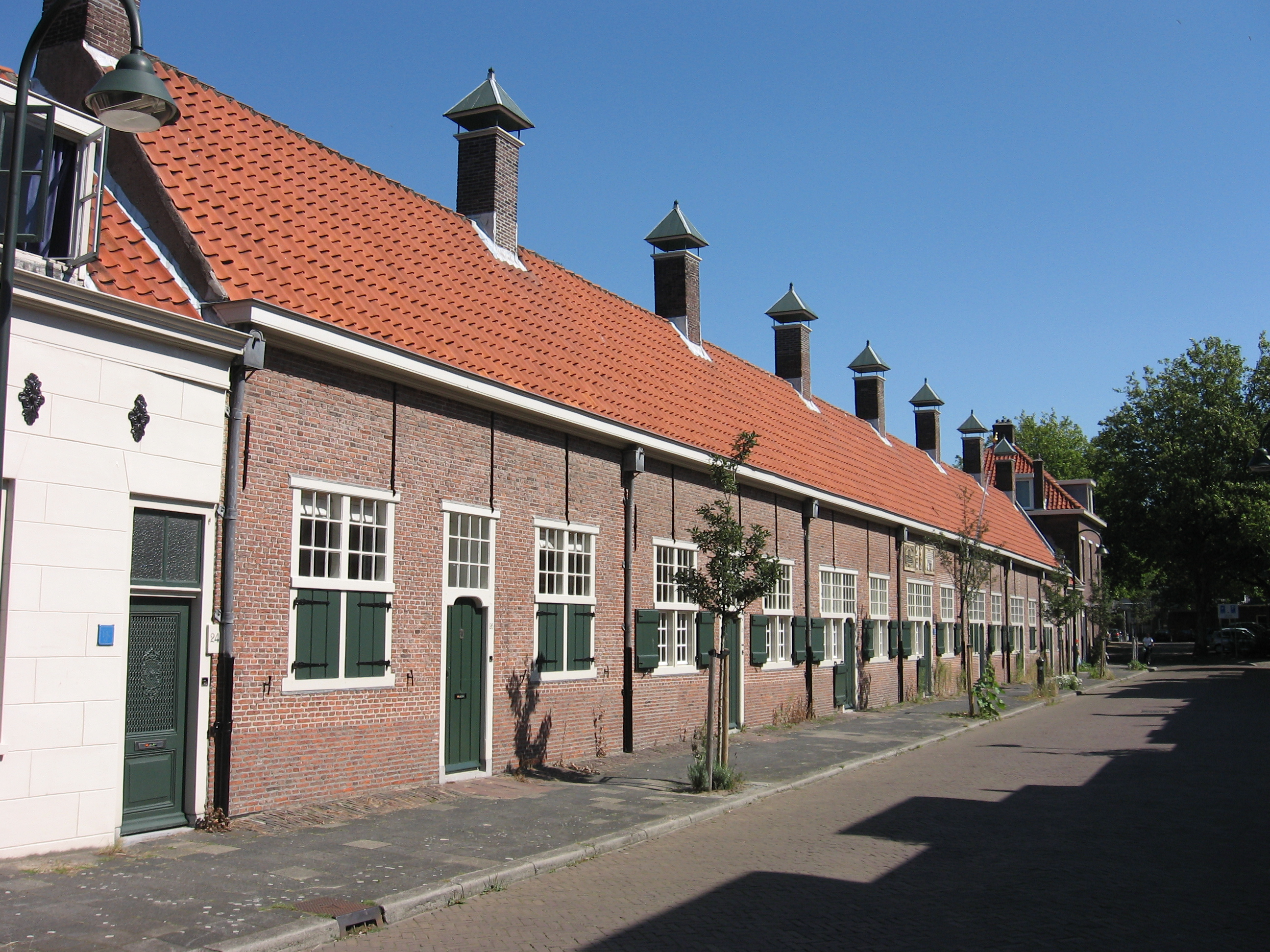
Hofje van Gratie.

Un hofje es una palabra holandesa para referirse a serie de casas de beneficencia alrededor de un patio, que existen desde la Edad Media.
Un hofje constituye la vivienda de personas mayores (en su mayoría, mujeres). Se financiaban con aportaciones de particulares y funcionaban como una forma de seguridad social. En los Países Bajos todavía existen muchos hofjes en uso.
Generalmente, los hofjes se construyen en forma de U con un patio o jardín en el medio, y una puerta de entrada al conjunto (a través del patio) en un extremo. Es probable que la forma de los hofjes se inspirara en los antiguos beguinajes (grupos de pequeñas casas habitadas exclusivamente por mujeres religiosas de vida seglar).
Se suele distinguir entre los Begijnenhofjes y los hofjes "regulares". Los primeros eran destinados sólo para mujeres católicas que vivían enclaustradas. Los otros eran instituciones de tipo caritativo.
Para tener derecho a vivir en un hofje había que cumplir cuatro condiciones:
- Sexo: la mayor parte de los hofjes se crearon para mujeres, en quienes se podían confiar las tareas domésticas de mantenimiento.
- Religión: muchos hofjes se crearon para personas de la misma religión del fundador. De hecho, algunas fueron creadas por parroquias.
- Edad: desde el siglo XVII se requería una edad mínima, generalmente 50 años.
- Extracción socioeconómica: los hofjes se destinaban a los más pobres.

En el siglo XVIII ya había hofjes creados con un fin económico porque los inquilinos pagaban un alquiler.